# Zagyva
Zagyva je rijeka u Mađarskoj. 
Duga je 160 km. Površina njeno porječja iznosi 5677 km². 
Izvire kod Salgótarjána u Nogradskoj županiji. 
Protječe kroz gradove Bátonyterenye, Pastu, Hatvan i Jászberény i utječe u Tisu kod Szolnoka. Prosječni istjek kod Szolnoka je 9 m³/s.